# Erigeron karvinskianus
La cespica karvinskiana (nome scientifico Erigeron karvinskianus DC., 1836) è una specie di pianta angiosperma dicotiledone della famiglia delle Asteraceae (sottofamiglia Asteroideae, tribù Astereae (North American lineage) e sottotribù Conyzinae).

## Etimologia
Il nome generico (Erigeron) deriva da due parole greche: "eri" (= precoce, sollecito, presto) e "geron" (= vecchio), richiamandosi forse al pappo di alcune specie che invecchiando diventa grigio oppure al breve periodo della sua fioritura. L'epiteto specifico (karvinskianus) è in onore del botanico bavarese Karwinsky von Karwin (1780 - 1855) esploratore dell'America tropicale.

Il binomio scientifico attualmente accettato (Erigeron karvinskianus) è stato proposto dal botanico e micologo svizzero Augustin Pyrame de Candolle (1778 – 1841) nella pubblicazione Prodromus systematis naturalis regni vegetabilis (Prodr. [A. P. de Candolle] 5: 285) del 1836.

## Descrizione

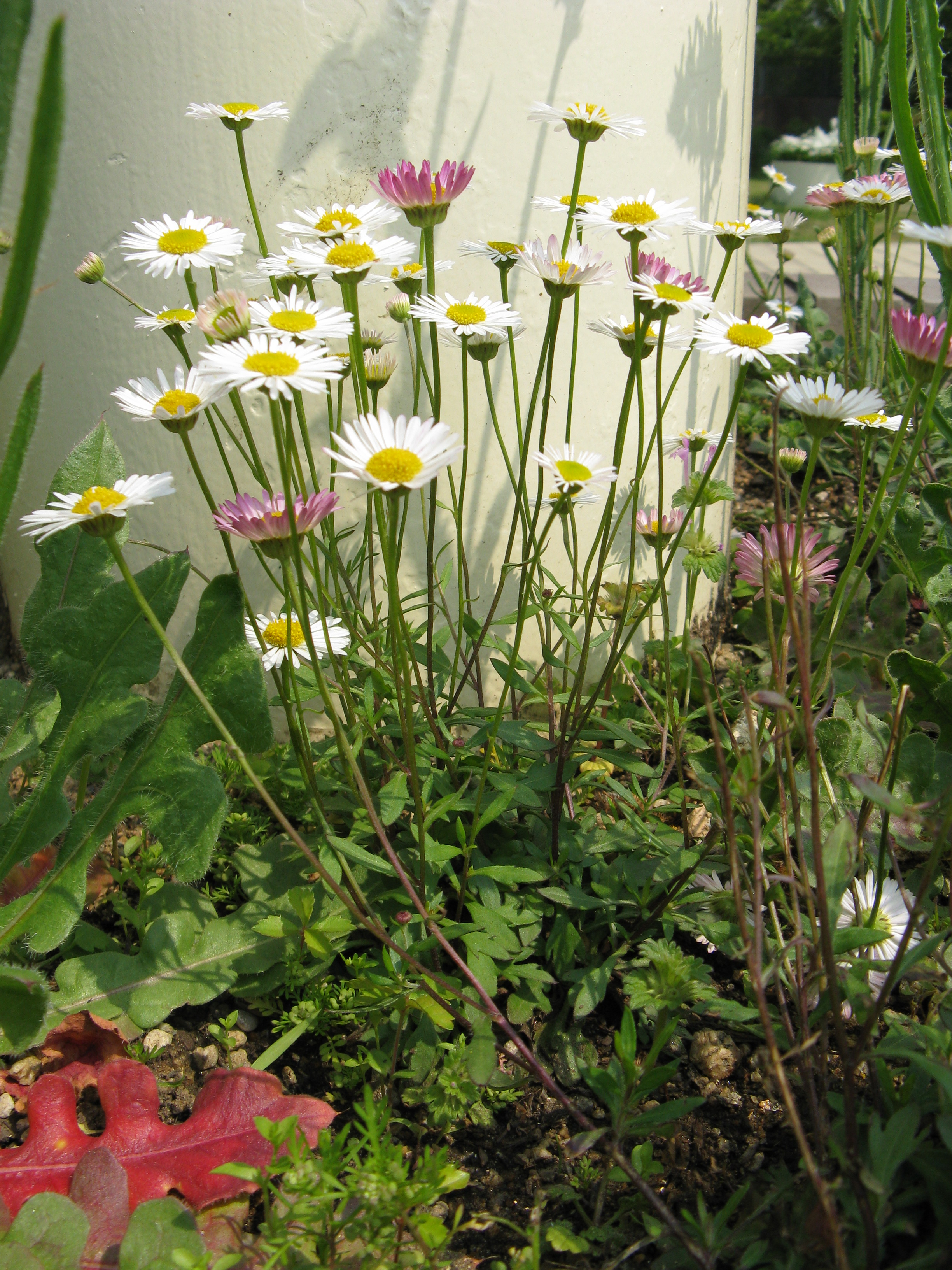
Il portamento

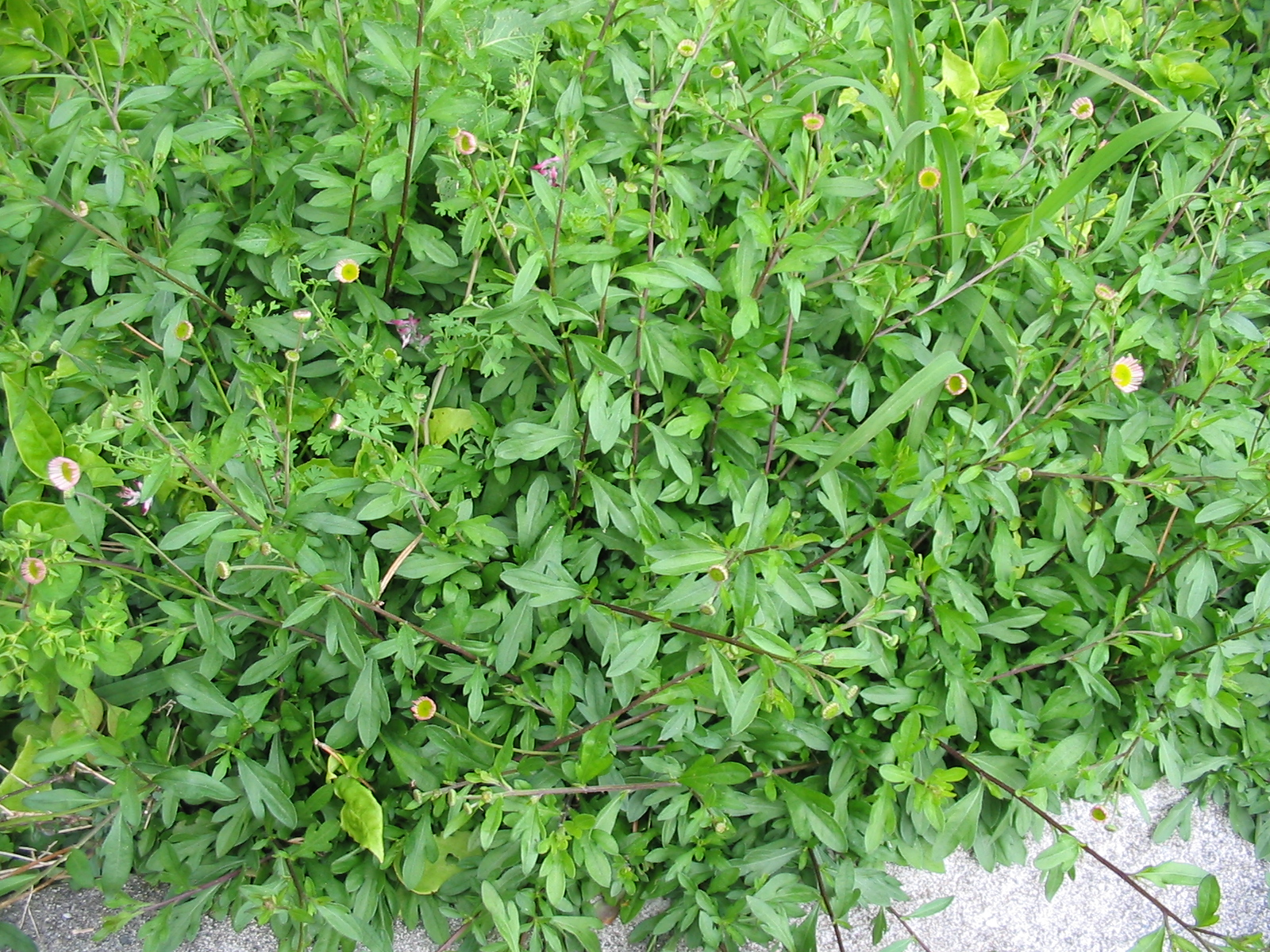
Foglie con un dente per lato

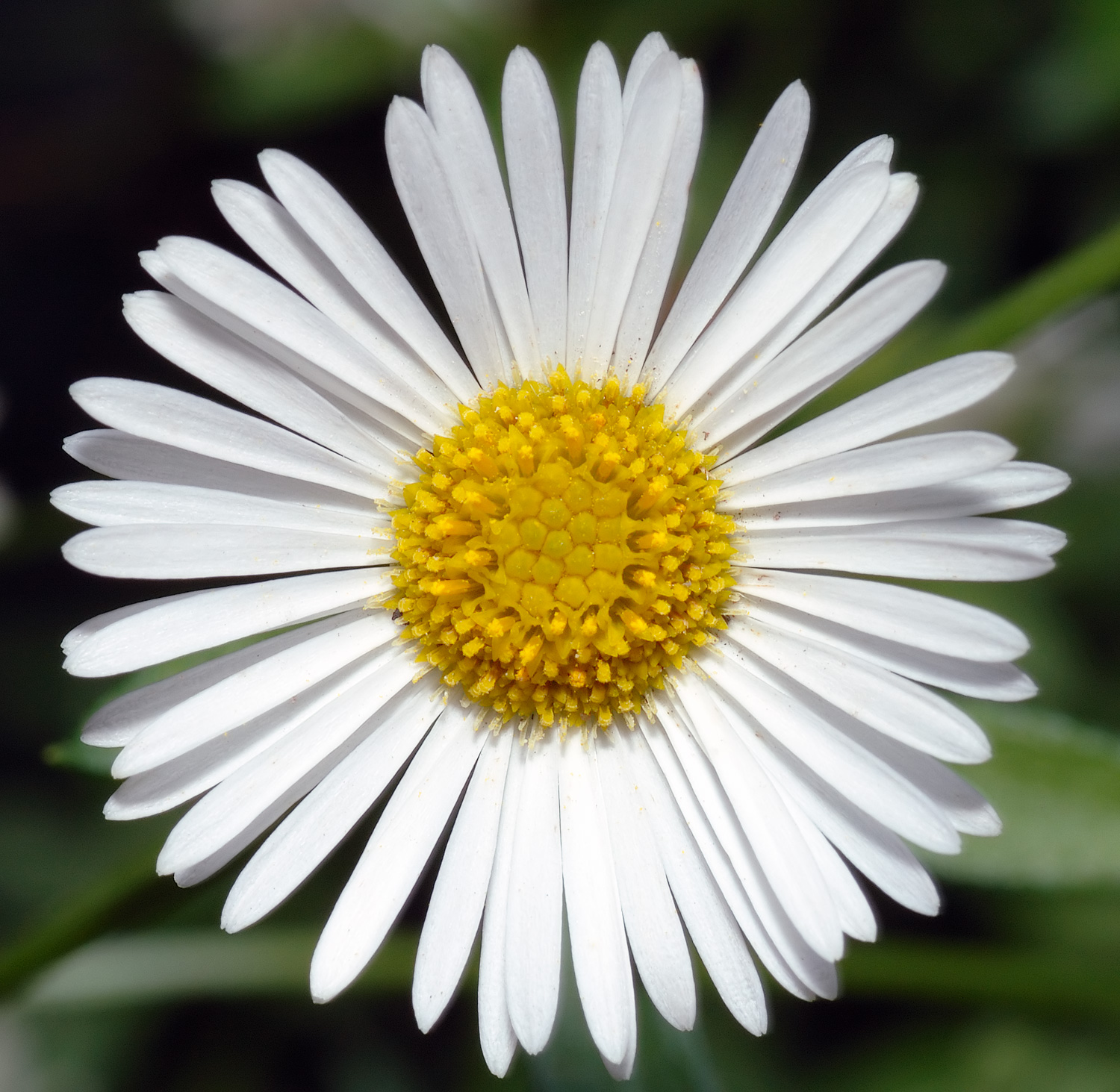
Capolino

Portamento. Sono piante erbacee non molto alte con ciclo biologico perenne. La forma biologica è emicriptofita scaposa (H scap), ossia sono piante perenni, con gemme svernanti al livello del suolo e protette dalla lettiera o dalla neve, dotate di un asse fiorale eretto e spesso privo di foglie.
Radici. Le radici sono secondarie da rizoma o anche fibrose e fittonanti.
Fusto. Queste piante possono arrivare fino ad una altezza compresa tra 20 e 50 cm (fino a 100 cm in America).
- Parte ipogea: la parte sotterranea del fusto consiste in un rizoma.
- Parte epigea: la parte aerea del fusto è prostrata con molti rami ascendenti ed eretti. La base può essere legnosa.

Foglie. Le foglie si dividono in basali e caulinari in disposizione alterna. 
- Foglie basali: la forma delle foglie inizialmente è spatolato-subrotonda, mentre in seguito le foglie sono lanceolate ad apice acuto e non formano una rosetta basale; i margini sono dentati (un solo dente profondo e acuto per lato). Dimensione delle foglie lanceolate: larghezza 5 mm; lunghezza 15 mm.
- Foglie cauline: la forma delle foglie cauline è spatolato-lineare con apice acuto e superficie con un solo nervo. Dimensione delle foglie cauline: larghezza 2 – 3 mm; lunghezza 13 – 22 mm.

Infiorescenza. Le sinflorescenze sono formate da alcuni (da 1 a 5) capolini in formazioni corimbose. Le infiorescenze vere e proprie sono composte da un capolino terminale peduncolato di tipo radiato. I capolini sono formati da un involucro, con forme cilindriche, composto da diverse brattee, al cui interno un ricettacolo fa da base ai fiori di due tipi: fiori del raggio e fiori del disco. Le brattee, con forme più o meno lanceolate, diseguali (o no) fra di loro, a consistenza fogliacea, con margini scariosi, con superficie glabra, pelosa o ghiandolosa, sono disposte in modo più o meno embricato e scalato su 3 - 4 serie. Il ricettacolo è nudo ossia senza pagliette a protezione della base dei fiori; la forma è piatta o conica. Diametro dei capolini: 1,5 – 2 cm. Dimensioni dell'involucro: larghezza 2,5 – 3,5 mm; lunghezza 7 – 10 mm.
Fiori.  I fiori sono tetra-ciclici (formati cioè da 4 verticilli: calice – corolla – androceo – gineceo) e pentameri (calice e corolla formati da 5 elementi). Si distinguono in:
- fiori del raggio (esterni): da 45 a 80 per capolino, sono femminili e sono disposti su 2 - 3 serie; la forma è ligulata (zigomorfa);
- fiori del disco (centrali): sono più numerosi con forme brevemente tubulose (attinomorfe); sono ermafroditi.

- Formula fiorale:

*/x K {\displaystyle \infty }, [C (5), A (5)], G 2 (infero), achenio
- Calice: i sepali del calice sono ridotti ad una coroncina di squame.

- Corolla:

- fiori del raggio: la forma della corolla alla base è più o meno tubulosa-imbutiforme, mentre all'apice è ligulata nastriforme, lineare e filamentosa a portamento patente e può terminare con alcuni denti; i colori delle corolle sono rosei o bianco-vinosi; dimensione delle ligule: larghezza 1 mm; lunghezza 6 – 7 mm;
- fiori del disco: la forma è tubulare bruscamente divaricata in 5 lobi; i lobi terminano a stellae sono patenti, hanno una forma deltata o più o meno lanceolata; il colore è giallo o giallastro; lunghezza delle corolle del disco: 2 – 3,1 mm.

- Androceo: l'androceo è formato da 5 stami sorretti da filamenti generalmente liberi; gli stami sono connati e formano un manicotto circondante lo stilo; le teche (produttrici del polline) alla base sono troncate e sono lievemente auricolate (molto raramente sono speronate o hanno una coda); le appendici apicali delle antere hanno delle forme piatte e lanceolate; il tessuto endoteciale (rivestimento interno dell'antera) è quasi sempre polarizzato (con due superfici distinte: una verso l'esterno e una verso l'interno). Il polline è sferico con un diametro medio di circa 25 micron;  è tricolporato (con tre aperture sia di tipo a fessura che tipo isodiametrica o poro) ed è echinato (con punte sporgenti).[10][13]

- Gineceo: l'ovario è infero uniloculare formato da 2 carpelli.[6] Lo stilo (il recettore del polline) è profondamente bifido (con due stigmi divergenti) e con le linee stigmatiche marginali separate.[14] I due bracci dello stilo hanno una forma più o meno lanceolata, acuta o ottusa e possono essere papillosi o ricoperti da ciuffi di peli.

- Antesi:  da maggio a ottobre (da aprile a dicembre a latitudini più basse).

Frutti. I frutti sono degli acheni percorsi longitudinalmente da 2 nervi, sono pelosi (o scarsamente strigosi) e sormontati da un pappo molle biancastro formato da 15 a 27 setole. Dimensione dell'achenio: 1 – 1,4 mm.

## Biologia
Impollinazione: tramite insetti (impollinazione entomogama tramite farfalle diurne e notturne).

Riproduzione: la fecondazione avviene fondamentalmente tramite l'impollinazione dei fiori.

Dispersione: i semi cadono a terra e vengono dispersi soprattutto da insetti come formiche (disseminazione mirmecoria). Un altro tipo di dispersione è zoocoria: gli uncini delle brattee dell'involucro (se presenti) si agganciano ai peli degli animali di passaggio che portano così i semi anche su lunghe distanze. Inoltre per merito del pappo il vento può trasportare i semi anche per alcuni chilometri (disseminazione anemocora).

## Distribuzione e habitat

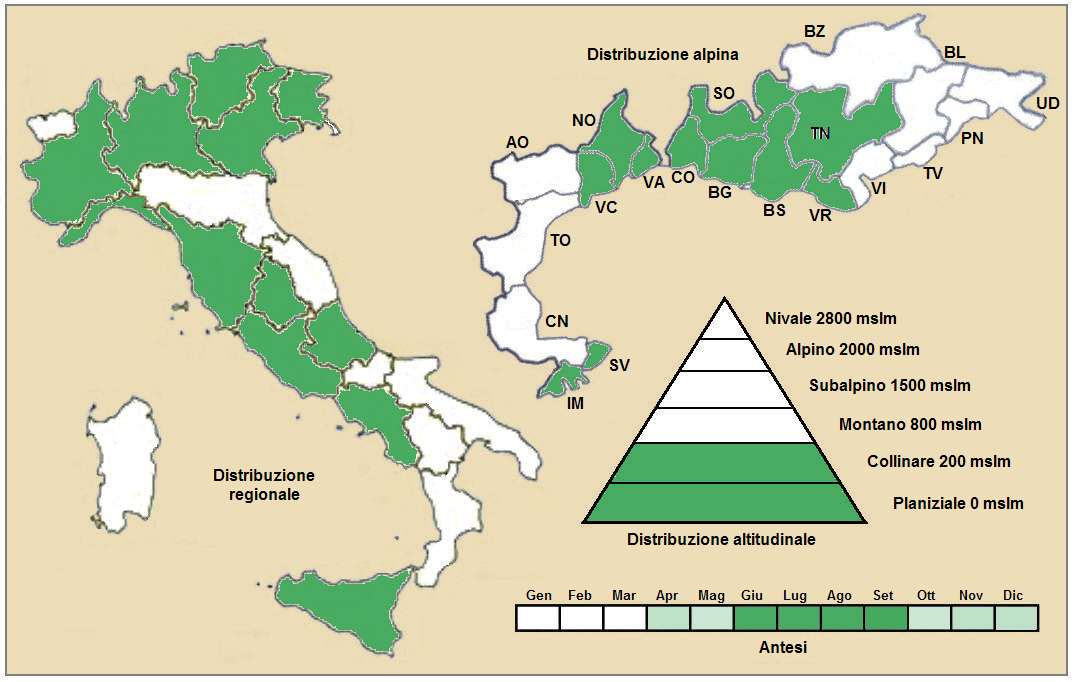
Distribuzione della pianta
(Distribuzione regionale – Distribuzione alpina)

Geoelemento: il tipo corologico (area di origine) è Messicano / Centro e Sud Americano (dal Messico, all'America centrale fino al Sud America).
Distribuzione:  in Italia si trova al Nord e lungo i litorali tirrenici, ma è sempre considerata esotica naturalizzata dall'America centrale. Nelle Alpi si trova nella zona centrale (da Vercelli al Trentino). Oltreconfine si trova in Svizzera (cantoni Berna e Ticino), in Francia (dipartimenti di Alpes-Maritimes e Alta Savoia). Sugli altri rilievi europei si trova nel Massiccio del Giura, Massiccio Centrale e Pirenei. Altrove è presente in America Centrale.
Habitat: l'habitat tipico sono i coltivi per ornamento; se naturalizzata si trova sui muri, ripari sotto le rocce e sulle rupi. Il substrato preferito è sia calcareo che siliceo con pH neutro, bassi valori nutrizionali del terreno che deve essere secco.
Distribuzione altitudinale: sui rilievi alpini queste piante si possono trovare fino a 600 m s.l.m.; frequentano quindi il seguente piano vegetazionale: collinare (oltre a quello planiziale – a livello del mare).

## Fitosociologia

### Areale alpinɒ
Dal punto di vista fitosociologico alpino la specie di questa voce appartiene alla seguente comunità vegetale:
Formazione: delle comunità delle fessure, delle rupi e dei ghiaioni
Classe: Asplenietea trichomanis
Ordine: Parietarietalia judaicae

### Areale italiano
Per l'areale completo italiano la specie di questa voce appartiene alla seguente comunità vegetale:
Macrotipologia: vegetazione casmofitica, glareicola ed epifitica.
Classe: Parietarietea judaicae Oberdorfer, 1977
Ordine: Tortulo-Cymbalarietalia Segal 1969
Alleanza: Cymbalario muralis-Asplenion rutae-murariae Segal, 1969 em. Mucina, 1993
Descrizione. L'alleanza Cymbalario muralis-Asplenion rutae-murariae è relativa alle comunità nitrofile (muschi) presenti su muri freschi ed ombreggiati e su pareti rocciose disturbate e degradate. La distribuzione è relativa all’Europa centrale ed atlantica, nei piani collinare e montano, e ad alcuni settori mediterranei a carattere umido. In Italia la cenosi è presente lungo l’arco prealpino e negli Appennini fino ai rilievi montuosi della Sicilia settentrionale.
Specie presenti nell'associazione: Asplenium trichomanes, Corydalis lutea, Tortula muralis, Homalothecium sericeum, Didymodon acutus, Didymodon vinealis, Barbula unguiculata, Ceratodon purpureus, Ptychostomum imbricatulum, Grimmia pulvinata, Hypnum cupressiforme, Scorpiurium circinnatum, Erigeron karvinskianus, Chelidonium majus, Cymbalaria muralis, Cystopteris fragilis, Asplenium ruta-muraria, Sedum album, Asplenium adiantum-nigrum, Polypodium cambricum.

## Sistematica
La famiglia di appartenenza di questa voce (Asteraceae o Compositae, nomen conservandum) probabilmente originaria del Sud America, è la più numerosa del mondo vegetale, comprende oltre 23.000 specie distribuite su 1.535 generi, oppure 22.750 specie e 1.530 generi secondo altre fonti (una delle checklist più aggiornata elenca fino a 1.679 generi). La famiglia attualmente (2021) è divisa in 16 sottofamiglie; la sottofamiglia Asteroideae è una di queste e rappresenta l'evoluzione più recente di tutta la famiglia.
Il genere Erigeron comprendente diverse centinaia di specie una buona parte di origine americana, mentre le altre sono di origine europea (e asiatica) di cui una decina sono proprie della flora italiana.
Secondo le classificazioni più tradizionali la specie Erigeron karvinskianus è compresa nella sezione delle Euerigeron insieme a Erigeron annuus e altre. Le altre sezioni sono: Eschenbachia, Caenothus e Trimorpha.
Attualmente le specie italiane di Erigeron sono divise in tre gruppi:
- (1) Piante annue.
- (2) Piante perenni con fiori dimorfi (esterni raggianti femminili ligulati; interni tubulosi ermafroditi).
- (3) Piante perenni con fiori trimorfi (esterni raggianti femminili ligulati; interni periferici femminili filiformi; interni centrali ermafroditi tubulosi).

 Erigeron karvinskianus appartiene al secondo gruppo.

### Filogenesi
Il genere Erigeron è descritto nella sottotribù Conyzinae, una delle quasi 40 sottotribù della tribù Astereae. In base alle ultime ricerche nella tribù sono stati individuati (provvisoriamente) 5 principali lignaggi. Il genere  Erigeron (insieme alla sottotribù Conyzinae) è incluso nel North American lineage.
Alcune analisi di tipo filogenetico hanno diviso la sottotribù Conyzinae in 6 cladi;  Erigeron attualmente è incluso in tutti i cladi  (non risulta quindi monofiletico). Erigeron è suddiviso in una quarantina di sezioni;  Erigeron karvinskianus è inclusa nella sezione "Karvinskia" Nesom (distribuzione nativa: dal Messico all'America Centrale): il portamento delle specie di questa sezione è perenne e annuale; sono presenti sia fittoni che rizomi; le foglie variano da spatolate a oblanceolate o lineari con bordi interi o dentati e non sono abbraccianti; il colore dei fiori del raggio cambia da bianco a lavanda a maturità; gli acheni hanno 2 nervi; il pappo ha 10 - 27 setole.
I caratteri distintivi della specie  Erigeron karvinskianus sono:
- è un'erba perenne alta da 2 a 5 dm;
- i fusti sono prostrato-ascendenti;
- le foglie basali non formano una rosetta;
- le sinflorescenze si presentano in corimbi;
- le ligule sono lunghe 6 - 7 mm.

Il numero cromosomico delle specie di questa voce è: 2n = 18, 27 e 36. 2n = 32.

### Sinonimi
Sono elencati alcuni sinonimi per questa entità:
- Erigeron karvinskianus var. mucronatus (DC.) Asch.
- Erigeron mucronatus  DC.
- Erigeron trilobus  Sond.